# Bystrzyca Kłodzka (gmina)
Bystrzyca Kłodzka – gmina miejsko-wiejska w województwie dolnośląskim, w powiecie kłodzkim. W latach 1975–1998 gmina położona była w województwie wałbrzyskim.
Siedziba gminy to Bystrzyca Kłodzka. Gmina leży w Sudetach Środkowych, w obniżeniu terenu pomiędzy Górami Bystrzyckimi a Masywem Śnieżnika.
Według danych z 31 grudnia 2017 gminę zamieszkiwało 19 077 osób. Natomiast według danych z 30 czerwca 2020 roku gminę zamieszkiwało 18 729 osób.

## Struktura powierzchni
Według danych z roku 2002 gmina Bystrzyca Kłodzka ma obszar 337,82 km², w tym:
- użytki rolne: 48%
- użytki leśne: 45%

Gmina stanowi 20,56% powierzchni powiatu.

## Ochrona przyrody
Na obszarze gminy znajdują się następujące rezerwaty przyrody:
- rezerwat przyrody Wodospad Wilczki – chroni jeden z najwyższych wodospadów w Sudetach;
- częściowo rezerwat przyrody Śnieżnik Kłodzki – chroni on najwyższe wzniesienie w Sudetach Wschodnich z roślinnością zielną, reprezentującą resztki elementu karpackiego w Sudetach.

## Demografia

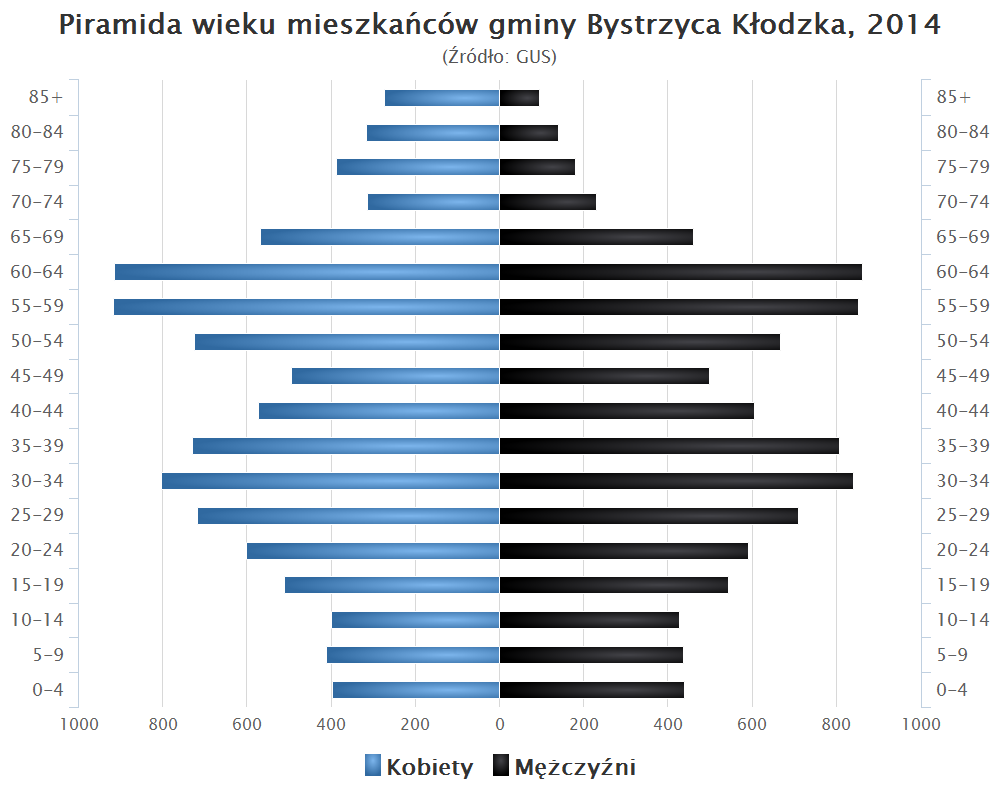
Piramida wieku mieszkańców gminy Bystrzyca Kłodzka w 2014 roku

Dane z 30 czerwca 2004:
| Opis                              | Ogółem | Ogółem | Kobiety | Kobiety | Mężczyźni | Mężczyźni |
| --------------------------------- | ------ | ------ | ------- | ------- | --------- | --------- |
| Jednostka                         | osób   | %      | osób    | %       | osób      | %         |
| Populacja                         | 19 890 | 100    | 10 307  | 51,8    | 9583      | 48,2      |
| Gęstość zaludnienia [mieszk./km²] | 58,9   | 58,9   | 30,5    | 30,5    | 28,4      | 28,4      |

## Polityka i administracja
Gmina Bystrzyca Kłodzka ma status gminy miejsko-wiejskiej. Mieszkańcy wybierają do rady miasta i gminy 15 radnych w sześciu okręgach wyborczych. Organem wykonawczym władz jest burmistrz. Siedziba władz miasta i gminy znajduje się w Bystrzycy Kłodzkiej w ratuszu na placu Wolności.
Burmistrzowie miasta i gminy Bystrzyca Kłodzka (od 1990):
- 1990–1994: Mieczysław Kamiński
- 1994–1998: Bogdan Krynicki
- 1998–2002: Mieczysław Kamiński
- 2002–2006: Bogdan Krynicki
- od 2006: Renata Surma

Mieszkańcy gminy Bystrzyca Kłodzka wybierają parlamentarzystów do Sejmu z okręgu wyborczego Wałbrzych, a do Senatu z okręgu wyborczego dzierżoniowsko-kłodzko-ząbkowickiego, zaś posłów do Parlamentu Europejskiego z dolnośląsko-opolskiego okręgu wyborczego z siedzibą we Wrocławiu.
Na czele każdego z sołectw stoi sołtys jako jednoosobowy organ władzy wykonawczej, który ma do pomocy radę sołecką jako organ władzy ustawodawczej, która wybierana jest przez wszystkich mieszkańców danej wsi.

### Podział administracyjny
Gmina obejmuje miasto Bystrzyca Kłodzka i 33 sołectwa (38 wsi).
Wsie:
Długopole Dolne, Długopole-Zdrój, Gorzanów, Huta, Idzików, Kamienna-Marcinków, Lasówka, Marianówka, Mielnik, Międzygórze, Młoty, Mostowice, Nowa Bystrzyca, Nowa Łomnica, Nowy Waliszów, Paszków, Piotrowice, Pławnica, Pokrzywno, Poniatów, Ponikwa, Poręba, Rudawa, Spalona, Stara Bystrzyca, Stara Łomnica, Stary Waliszów, Starkówek, Szczawina, Szklarka, Szklary, Topolice, Wilkanów, Wójtowice, Wyszki, Zabłocie, Zalesie.
Pozostałe miejscowości: Biała Woda • Góra Igliczna • Piaskowice • Stara Bystrzyca (kolonia) • Stara Łomnica (kolonia).

## Sąsiednie gminy
Kłodzko, Lądek-Zdrój, Międzylesie, Polanica-Zdrój, Stronie Śląskie, gmina Szczytna. Gmina sąsiaduje z Czechami.

## Transport
W styczniu 2024 uruchomiona została sieć gminnej komunikacji autobusowej, której operatorem zostały Bystrzyckie Usługi Komunalne.